# Richmond (Vermont)
Richmond ist eine Town im Chittenden County des Bundesstaats Vermont in den Vereinigten Staaten, mit 4167 Einwohnern (laut Volkszählung von 2020).

## Geografie

### Geografische Lage
Richmond liegt im Südosten des Chittenden Countys, in den Westausläufern der Green Mountains, am Ostrand des Lake Champlain Valleys. Der Winooski River durchfließt das Gebiet der Siedlung in westlicher Richtung und nimmt die Wasser vieler kleiner, meist namenloser Zuläufe auf, die von den umliegenden Bergen strömen. Im Südosten mündet in nördlicher Richtung fließend der Huntington River in den Winooski River. Es gibt zwei größere Seen auf dem Gebiet der Town, der Gillett Pond im Süden und der Richmond Pond im Nordosten. Die Oberfläche ist hügelig. Die höchste Erhebung ist der 503 m hohe Huckleberry Hill.

### Nachbargemeinden
Alle Entfernungen sind als Luftlinien zwischen den offiziellen Koordinaten der Orte aus der Volkszählung 2010 angegeben.
- Norden: Jericho, 4,4 km
- Osten:  Bolton, 11,4 km
- Süden:  Huntington, 3,8 km
- Südwesten:  Hinesburg, 12,1 km
- Westen: Williston, 8,5 km

### Klima
Die Durchschnittstemperatur in Richmond liegt zwischen −7,8 °C (18 °Fahrenheit) im Januar und 20,6 °C (69 °Fahrenheit) im Juli. Damit ist der Ort gegenüber dem langjährigen Mittel der USA um etwa 9 Grad kühler. Die Schneefälle zwischen Mitte Oktober und Mitte Mai liegen mit mehr als zwei Metern etwa doppelt so hoch wie die mittlere Schneehöhe in den USA. Die tägliche Sonnenscheindauer liegt am unteren Rand des Wertespektrums der USA, zwischen September und Mitte Dezember sogar deutlich darunter.

## Geschichte
1794 wurde Richmond gegründet, in dem die Towns Huntington, Williston und Jericho Landstücke abgaben. Im März 1795 fand die konstituierende Versammlung der Town statt. Das Gebiet wurde erstmals 1775 durch Amos Brownson und John Chamberlain zusammen mit ihren Familien besiedelt. Sie verließen das Gebiet im Herbst und kehrten erst nach dem Amerikanischen Unabhängigkeitskrieg im Frühjahr 1784 auf ihre Farmen zurück.

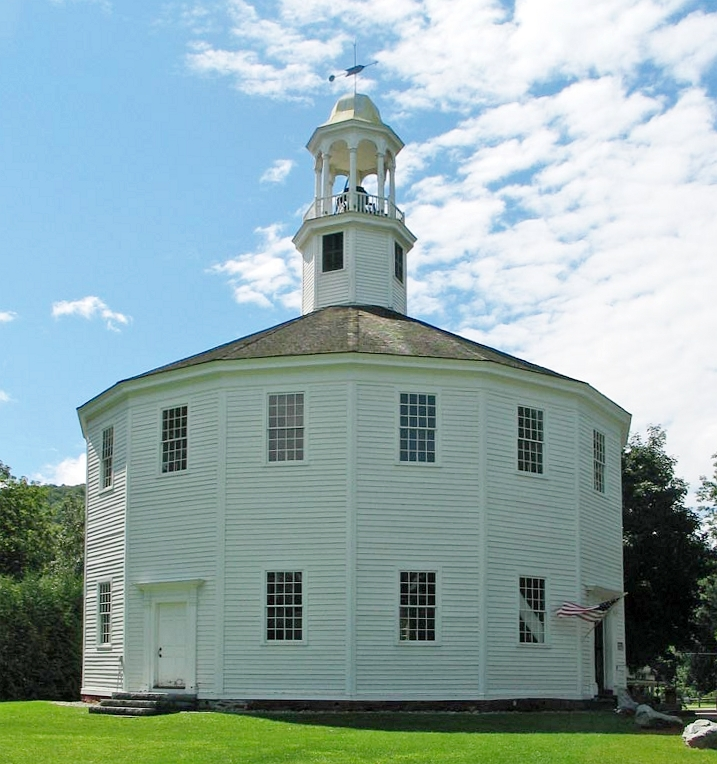
Round Church

Die erste Versammlung der Siedler fand im Jahr 1795 statt. Ein Landstück von Bolton kam im Jahr 1804 hinzu. Die Bewohner Richmonds lebten von der Landwirtschaft und dem Handel. Durch den Bau des U.S. Highways 2 blieben viele Reisende über Nacht in Richmond, da es auf halber Strecke zwischen Burlington und Montpelier liegt. Durch die Verbesserte Infrastruktur siedelte sich in Richmond Industrie und Handel an. Eine Molkerei eröffnete 1885, weitere folgten. Zu der Zeit war Richmond der zweitgrößte Produzent von Butter und Käse in Vermont.
Für den Bau eines Meeting Houses, welches auch der Verteidigung dienen sollte, spendeten Isaac Gleason und Thomas Whitcomb Land. Der Bau der Round Church begann 1812. Geld für den Bau wurde durch den Verkauf von Bänken in dem Gebäude eingenommen. Die Round Church wurde von verschiedenen religiösen Gemeinschaften genutzt. Die Round Church wurde bis 1973 für die Versammlungen der Town genutzt. Danach wurden diese dort nicht mehr abgehalten, da das Gebäude nicht den modernen Sicherheitsansprüchen genügt. Sie wird heute von der Richmond Historical Society genutzt und gepflegt.

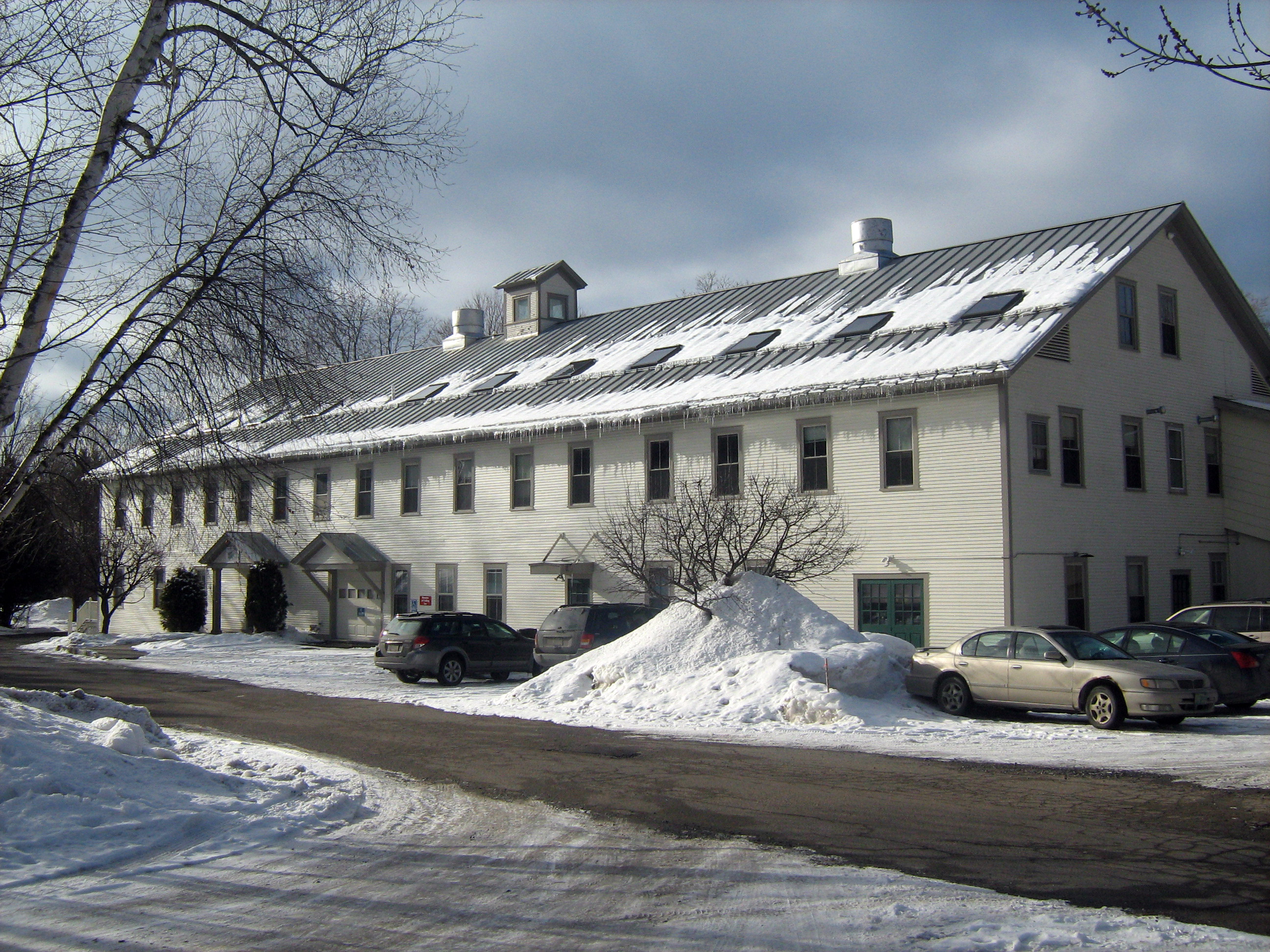
Richmond Underwear Company

Die Richmond Underwear Company wurde 1900 gegründet um ein weiteres wirtschaftliches Standbein für die Bewohner der Town zu haben. Sie entwickelte sich zu einem der größten Hersteller von Unterwäsche in Vermont und bot 300 Arbeitsplätze. Es war das erste Gebäude der Town mit einer Dampfheizung und elektrischer Energie. 1946 wurde es an die Cellucord Corporation verkauft, heute ist es im National Register of Historic Places gelistet.

### Einwohnerentwicklung
| Volkszählungsergebnisse – Town of Richmond, Vermont | Volkszählungsergebnisse – Town of Richmond, Vermont | Volkszählungsergebnisse – Town of Richmond, Vermont | Volkszählungsergebnisse – Town of Richmond, Vermont | Volkszählungsergebnisse – Town of Richmond, Vermont | Volkszählungsergebnisse – Town of Richmond, Vermont | Volkszählungsergebnisse – Town of Richmond, Vermont | Volkszählungsergebnisse – Town of Richmond, Vermont | Volkszählungsergebnisse – Town of Richmond, Vermont | Volkszählungsergebnisse – Town of Richmond, Vermont | Volkszählungsergebnisse – Town of Richmond, Vermont |
| Jahr                                                | 1800                                                | 1810                                                | 1820                                                | 1830                                                | 1840                                                | 1850                                                | 1860                                                | 1870                                                | 1880                                                | 1890                                                |
| --------------------------------------------------- | --------------------------------------------------- | --------------------------------------------------- | --------------------------------------------------- | --------------------------------------------------- | --------------------------------------------------- | --------------------------------------------------- | --------------------------------------------------- | --------------------------------------------------- | --------------------------------------------------- | --------------------------------------------------- |
| Einwohner                                           | 718                                                 | 935                                                 | 1014                                                | 1109                                                | 1054                                                | 1453                                                | 1400                                                | 1309                                                | 1264                                                | 1115                                                |
| Jahr                                                | 1900                                                | 1910                                                | 1920                                                | 1930                                                | 1940                                                | 1950                                                | 1960                                                | 1970                                                | 1980                                                | 1990                                                |
| Einwohner                                           | 1057                                                | 1419                                                | 1447                                                | 1315                                                | 1225                                                | 1278                                                | 1303                                                | 2249                                                | 3159                                                | 3729                                                |
| Jahr                                                | 2000                                                | 2010                                                | 2020                                                | 2030                                                | 2040                                                | 2050                                                | 2060                                                | 2070                                                | 2080                                                | 2090                                                |
| Einwohner                                           | 4090                                                | 4081                                                | 4167                                                |                                                     |                                                     |                                                     |                                                     |                                                     |                                                     |                                                     |

## Wirtschaft und Infrastruktur

### Verkehr
Richmond wird von der Interstate 89 in westöstlicher Richtung durchquert. Sie verbindet Richmond mit Burlington und Montpelier. Parallel zur Interstate führt der U.S. Highway 2 durch die Town. Beide Straßen folgen dem Verlauf des Winooski Rivers. Richmond liegt an der Bahnstrecke Windsor–Burlington, wird aber nicht mehr bedient.

### Öffentliche Einrichtungen
Es gibt kein Krankenhaus in Richmond. Das  University of Vermont Medical Center in Burlington, ist das nächstgelegene Krankenhaus.

### Bildung
Richmond gehört mit Bolton, Jericho, Huntington und Underhill zum Mount Mansfield Modified Union School District. In Richmond bietet die Richmond Elementary School Ausbildung von der Preschool bis zum vierten Schuljahr. und die Camels Hump Middle School Schulklassen vom fünften bis zum achten Schuljahr.
Die Richmond Free Library befindet sich in der ehemaligen, 1897 errichteten Kirche der Universalist Unitarian Congregation. Bis 1956 fanden hier Gottesdienste statt, danach verkaufte die Gemeinde das Gebäude an Walter A. Griffith, der es dem Richmond School District schenkte. Die Town investierte in das Gebäude und es wurde zu einer Cafeteria umgebaut. Nach dem Neubau der Elementary- und Middle School im Jahr 1990 wurde die erste Etage erneut renoviert und die Bibliothek zog ein. 2002 begannen Arbeiten, die 2003 abgeschlossen wurden, um die zweite Etage für die Bibliothek nutzbar zu machen.

## Persönlichkeiten

### Söhne und Töchter der Stadt
- Lindy Cochran (* 1953), Skirennläuferin
- Marilyn Cochran (* 1950), Skirennläuferin
- George F. Edmunds (1828–1919), Politiker, vertrat Vermont im U.S. Senat

### Persönlichkeiten, die vor Ort gewirkt haben
- Kristina Sabasteanski (* 1969), Biathletin
- Barbara Ann Cochran (* 1951), Skirennläuferin
- Bob Cochran (* 1951), Skirennläufer